# Ева Тардош
Ева Тардош (угор. Tardos Éva) — угорсько-американська математикиня. Професорка Корнелльського університету, завідувачка кафедри інформатики, членкиня Національної академії наук США (2013) та Американського філософського товариства (2020). Написала більше 150 наукових статей, довела до захисту більше дюжини аспірантів і на 2016 рік мала індекс Гірша рівний 58. Її найцитованіші роботи присвячені загальному проєктуванню алгоритмів (перекладений на багато мов підручник), розв'язкам задач максимізації поширення впливу в соціальній мережі та оціненню того, як впливає на роботу мережі егоїстична маршрутизація.
У Будапештському університеті імені Лоранда Етвеша захистила 1981 року диплом математика та 1984 року кандидатську дисертацію. Її керівником став Андраш Франк, у співпраці з яким розробила метод перетворення деяких поліноміальних алгоритмів у строго поліноміальні. Подальша кар'єра зробила істотний внесок в аналіз алгоритмів, задачі комбінаторної оптимізації, алгоритмічну теорію ігор і відзначена низкою премій і грантів. Найзначнішими з них можна назвати премію Фалкерсона (1988), премію Дж. Данціга (2006), премію А. ван Вейнгаардена (2011), премію Геделя (2012), премію EATCS (2017), медаль Джона фон Неймана (2019). Почесний член («фелло») Асоціації обчислювальних машин (1998) та Американського математичного товариства (2013).
Габор Тардош, молодший брат Еви, і Девід Шмойс, її чоловік, — також математики, які працюють у дуже близьких до неї галузях.